# Triefenstein
Triefenstein est une commune du type Marktgemeinde de Bavière (Allemagne), située dans l'arrondissement de Main-Spessart, dans le district de Basse-Franconie.

## Démographie
Population de Triefenstein dans ses limites actuelles :
| 1987 | 1990  | 1995  | 2000  | 2005  | 2010  | 2012  |
| ---- | ----- | ----- | ----- | ----- | ----- | ----- |
| 343  | 3 706 | 4 035 | 4 246 | 4 386 | 4 340 | 4 266 |

## Personnalités liées à la ville
- C. W. Kahles (1878-1931), auteur de bande dessinée né à Lengfurt.

## Jumelages
- Valdallière (France) depuis 2013 (alors Vassy) dans le département de Calvados, en Basse-Normandie.